# 덕양중학교
덕양중학교(德陽中學校)는 대한민국 경기도 고양시 덕양구 화전동에 있는 공립 중학교이다.

## 학교 연혁
- 1968년 10월 15일 : 덕양중학교 9학급 인가
- 1969년 3월 5일 : 신입생 3학급 입학
- 1972년 2월 15일 : 제1회 졸업식 154명
- 1979년 3월 1일 : 학칙변경 18학급 인가
- 2009년 2월 13일 : 잔디구장 준공식
- 2009년 3월 2일 : 특수교실 개설
- 2020년 3월 1일 : 제20대 이규철 교장 취임
- 2021년 1월 8일 : 제50회 졸업 77명 (총 6,853명)

## 갤러리

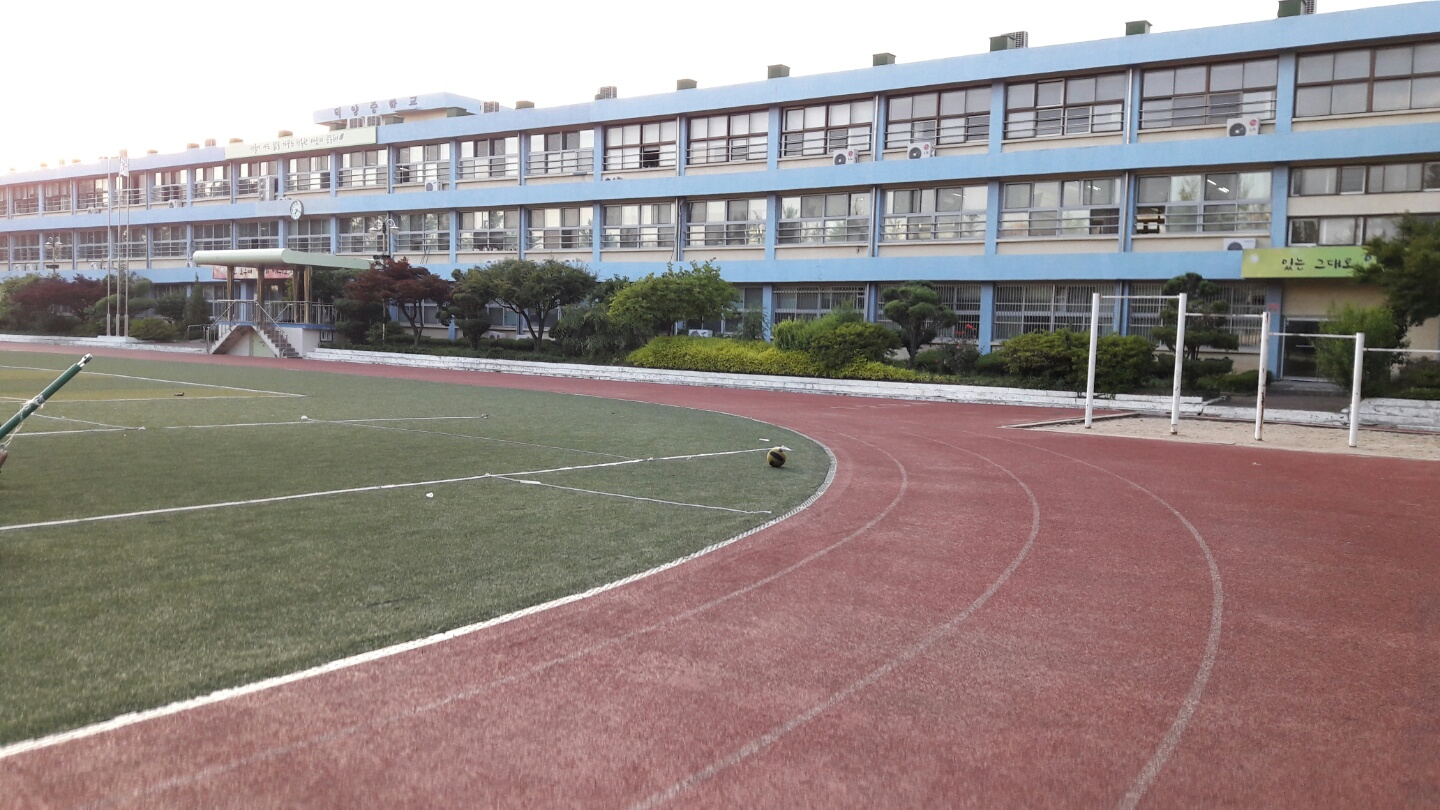
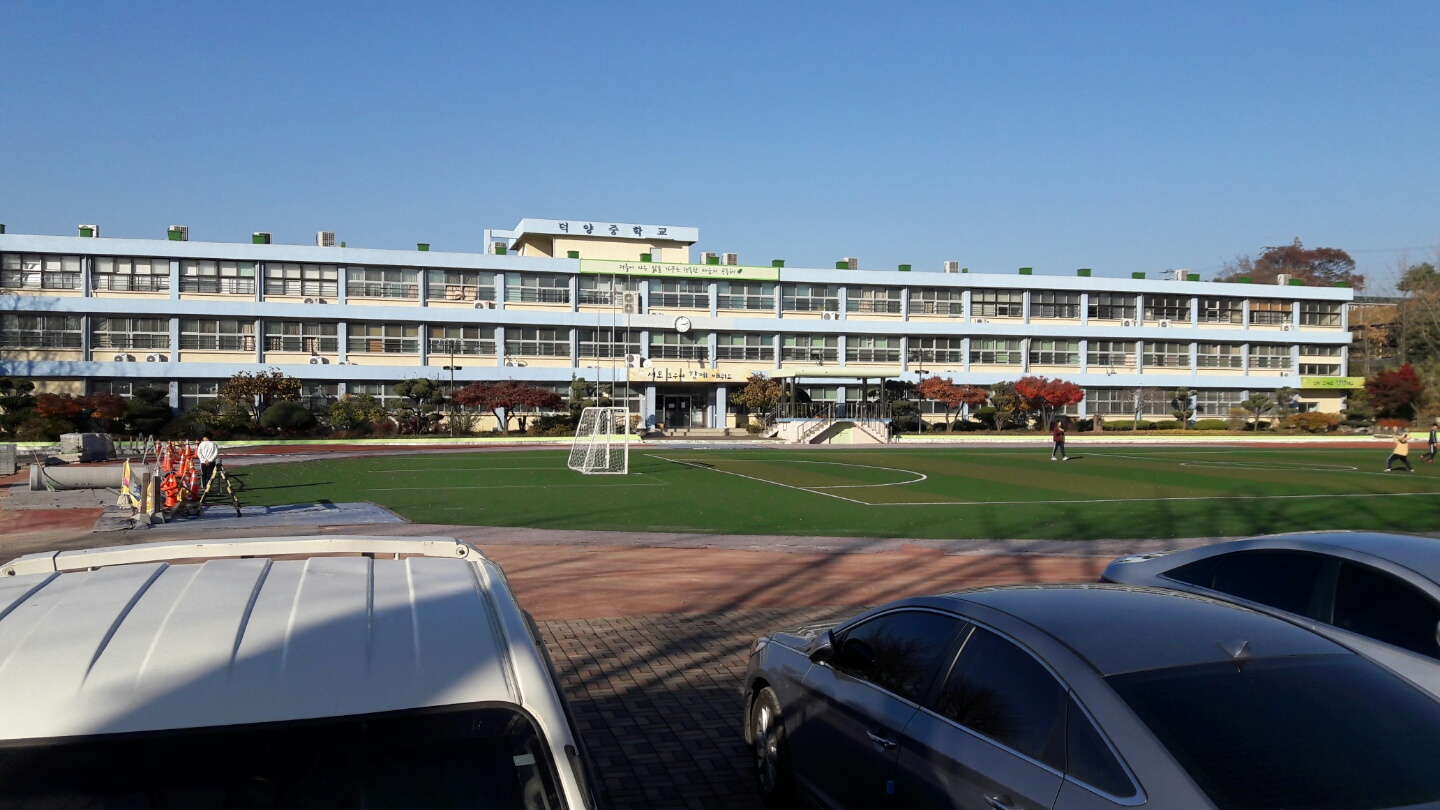

## 참고 자료
- 덕양중학교 - 한국교육학술정보원 학교알리미